# Stanisław Łazarski
Stanisław Łazarski (ur. 30 listopada 1849 w Jeleśni, zm. 18 listopada 1938 w Witkowicach) – adwokat, poseł do Sejmu Krajowego Galicji.

## Życiorys
Był synem Józefa i Weroniki ze Suvadów, bratem Józefa (1854-1924), lekarza, profesora farmakologii i rektora Uniwersytetu Jagiellońskiego i Mieczysława (1852-1930). 
Uzyskał tytuł doktora praw. Został adwokatem. W okresie zaboru austriackiego w ramach autonomii galicyjskiej pełnił mandat posła do Sejmu Krajowego Galicji VIII kadencji (1901-1907) (okręg Biała, w 1906 roku z powodu nieporozumień z gminą m. Biała złożył mandat, w jego miejsce obrano Rudolfa Lukasa), IX kadencji (1908-1913) (okręg Biała, w 1912 objął mandat po zmarłym ks. Stanisławie Stojałowskim) i X kadencji (1913-1914) (okręg Biała). W 1907 uzyskał mandat posła do austriackiej Rady Państwa kadencji XI (1907–1911), kandydując ze stronnictwa postępowych demokratów w okręgu Biała-Żywiec-Wadowice.
W 1908 był obrońcą w procesie Wandy Krahelskiej. Prezes rady powiatu bialskiego.
Został pochowany w Bielsku-Białej.

## Ordery i wyróżnienia
- Krzyż Komandorski Orderu Odrodzenia Polski (2 maja 1923)[3][4]
- Tytuł Honorowego obywatela Oświęcimia (9 grudnia 1925)